# رسانه خانگی

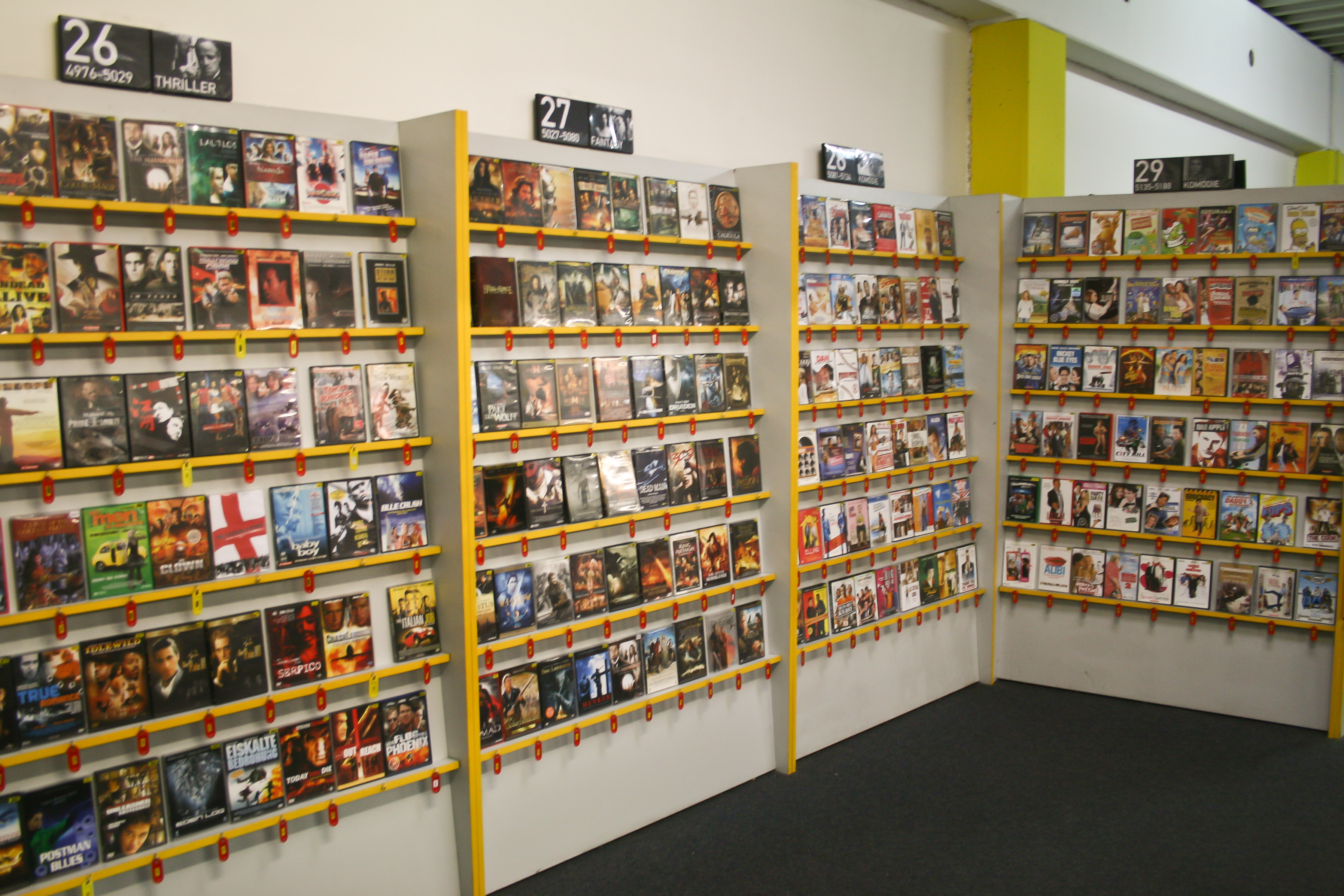
جعبه‌های فیلم در یک ویدئو کلوب برای رسانه خانگی

رسانه خانگی (به انگلیسی: Home video) به رسانه ضبط و تولید شده برای تماشا در خانه گفته می‌شود.